# Silvia Šuvadová

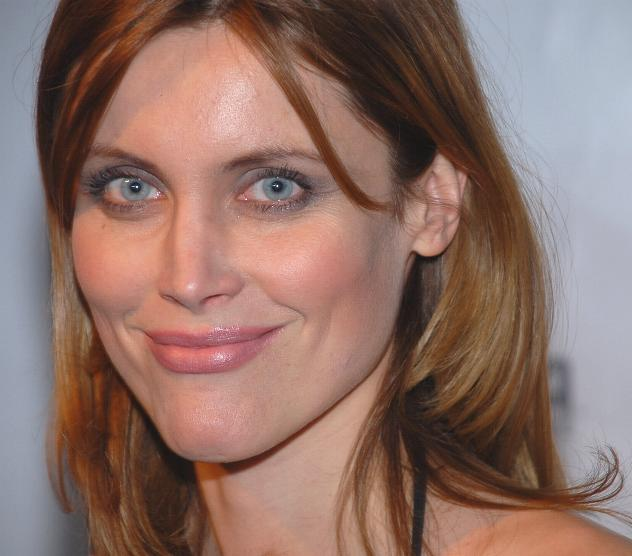
Silvia Šuvadová in Hollywood (2007)

Silvia Šuvadová (* 4. April 1973 in Ružomberok, Tschechoslowakei (heute Slowakei)) ist eine slowakische Schauspielerin.

## Leben und Karriere
Silvia Šuvadová studierte an der Hochschule für musische Künste Bratislava (VŠMU). Nach Abschluss des Studiums trat sie in mehreren Theaterstücken auf. Sie arbeitete als Moderatorin und spielte in Werbespots und Fernsehfilmen mit. 2002 zog sie nach Los Angeles.

## Filmografie (Auswahl)
- 1994: Na krásnom modrom Dunaji
- 1996: Kolja
- 2001: Melting Glass
- 2004: Puppet Master vs. Demonic Toys
- 2005: From the Outside In
- 2006: Lords of the Underworld
- 2006: The Fast and the Furious: Tokyo Drift
- 2007: Behaving Badly
- 2007: Apparition-The Darkness
- 2008: Ďáblova lest
- 2008: Starwatch
- 2008: Polanski